# ポエド
ポエド（PO'ed）は1995年に3DOで、Any Channelが開発し、Accoladeから発売されていた ファーストパーソン・シューティングゲーム。1996年にプレイステーション版も発売され、プレイステーション版は、日本でもココナッツジャパンエンターテイメントから1996年8月23日に発売された。PC版も開発されていたがキャンセルされ、長らく発売されなかったが2024年5月16日Steamにて『PO'ed: Definitive Edition』として発売された。

## 要素
DOOMのゲームエンジンを使用した様なFPSゲームだがステージは起伏に豊んでおり、上下照焦やジャンプ行為などが出来る。動きはDOOMよりやや滑らかだった。またDuke Nukem 3Dより先にジェットパックを装備し、浮遊移動も可能だった。その為マップは3Dマップである。3DO向けのゲームだったためグラフィックは今見ると荒いが、プレイステーション版は3DOよりかは改善されている。3Dマップはいつでも確認が可能であり、通ったことのある場所を緑色で表示する。キャラクターなどはスプライトになっている。
主人公は巨大な軍用宇宙船の戦艦OX（オー・エックス）で働くコックという設定。宇宙船が凶悪なエイリアン（モンスター）が住む未知の異次元世界に移動し、宇宙船はエイリアンに占領される。船員の兵士達もみな殺され、1人取り残された主人公は調理道具のフライパンを片手に、エイリアンと闘いながら脱出を目指す。次のステージの入り口であるテレポーターを探し出し、それに触れるとステージクリアとなる。最終ステージのSKYWAY（スカイウェイ）まで辿り着くのが最終目的。主人公はコックという設定なので最初の武器はフライパンしか持っていないが、ステージを進むにつれ肉切り包丁や電動ドリル、レーザー銃、火炎放射器、ロケットランチャー、弾頭ミサイル、ミートシーカーなどの武器を手に入れる事が出来る。武器によって攻撃力、攻撃範囲、弾数に違いがある。ジェットパックの使用時は飛行しながらの攻撃も可能。全26ステージ。練習用ステージのBOOT CAMP（ブートキャンプ）もある。